# Záhřebská univerzita
Univerzita v Záhřebu (chorvatsky Sveučilište u Zagrebu, latinsky Universitas Studiorum Zagrabiensis), při svém vzniku Univerzita Františka Josefa I., je státní univerzita v Záhřebu, hlavním městě Chorvatska. Jde o největší a nejstarší univerzitu v zemi. V roce 2019 měla přibližně 70 000 studentů. Záhřebská univerzita je také významnou výzkumnou institucí s podílem přes 50 procent univerzitního výzkumu v Chorvatsku.

## Dějiny

### Akademie
V září 1669 byla založena jezuitská akademie Neoacademia Zagrabiensis z iniciativy císaře Leopolda I., zároveň chorvatského krále.
Po zrušení jezuitského řádu papežem Klementem XIV. v roce 1773 dostala akademie novou strukturu, a to včetně rozsáhlé knihovny. V roce 1776 instituci povýšila Marie Terezie na Královskou akademii věd (lat. Regia Scientiarum Academia) s fakultami filozofie, teologie a práva.  Někdejší fakulty politických věd se stala součástí právnické fakulty.

### Univerzita
Struktura akademie byla do značné míry zachována až do roku 1874. V roce 1861 navrhl římskokatolický biskup Josip Juraj Strossmayer chorvatský parlament zřízení univerzity v Záhřebu dříve, včetně císaře Františka Josefa I. podepsaného ve stejném roce dekretem, a 5. ledna 1874 byl ratifikován také parlamentem.

Slavnostní zahájení provozu pod názvem Univerzita Františka Josefa I. v Záhřebu proběhlo 19. října 1874. Univerzita je třetí nejstarší v maďarské části rakousko-uherské dvojmonarchie. Od doby založení studovalo na univerzitě více než 200 000 studentů, kteří získali diplom, a více než 8 000 postgraduálních studentů Ph.D. 

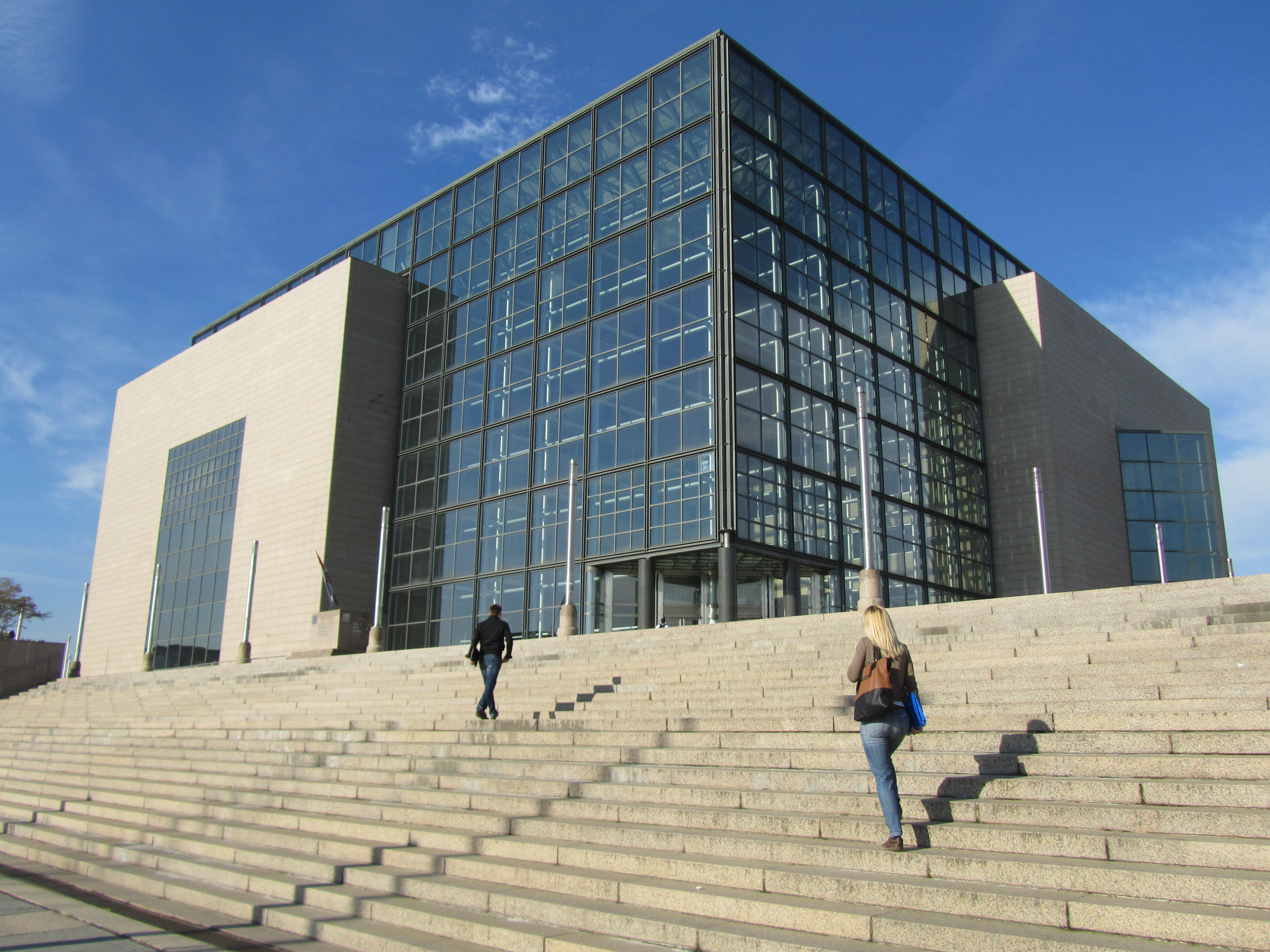
Budova knihovny Záhřebské univerzity
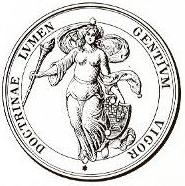
Averse pamětní medaile u příležitosti otevření univerzity v roce 1874
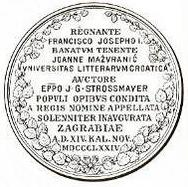
Zadní strana medaile

 19. září 2008 bylo podáno trestní oznámení na podezření z korupce u některých profesorů na obchodní a dopravní fakultě. Ti měli ve velkém měřítku dávat dobré hodnocení u zkoušek a umožňovat nezákonně obcházení vstupních testů. Policie provedla 100 prohlídkami a 21 osob bylo zatčeno. Mezi zatčenými byla také Deša Mlikotin Tomićová, předsedkyně protikorupčního výboru v chorvatském parlamentu.
Při zemětřesení na v roce 2020 byly poškozeny budovy lékařské fakulty a právnické fakulty. 

## Mezinárodní spolupráce

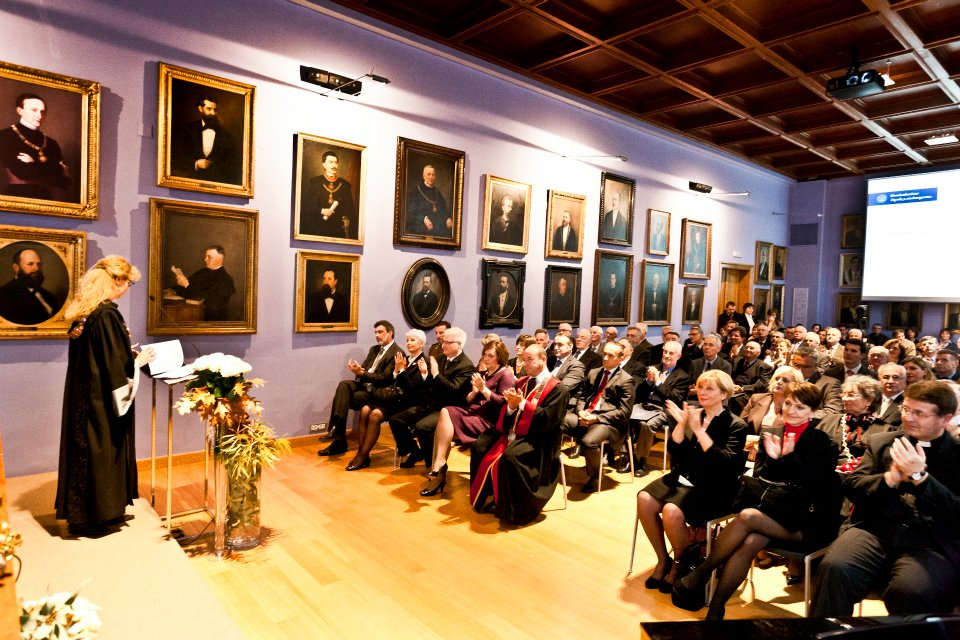
Velká aula univerzity

Univerzita ve svých strategických dokumentech „Iskorak 2001“ a „Mezinárodní mise a politika“ (International mission and policy) vyjádřila svou vůli k mezinárodní spolupráci. V květnu 2005 přijal Senát strategický plán, který stanoví cíle, kterých chce univerzita dosáhnout. V květnu 2007 přijal Senát prohlášení na podporu mezinárodních výměnných programů.

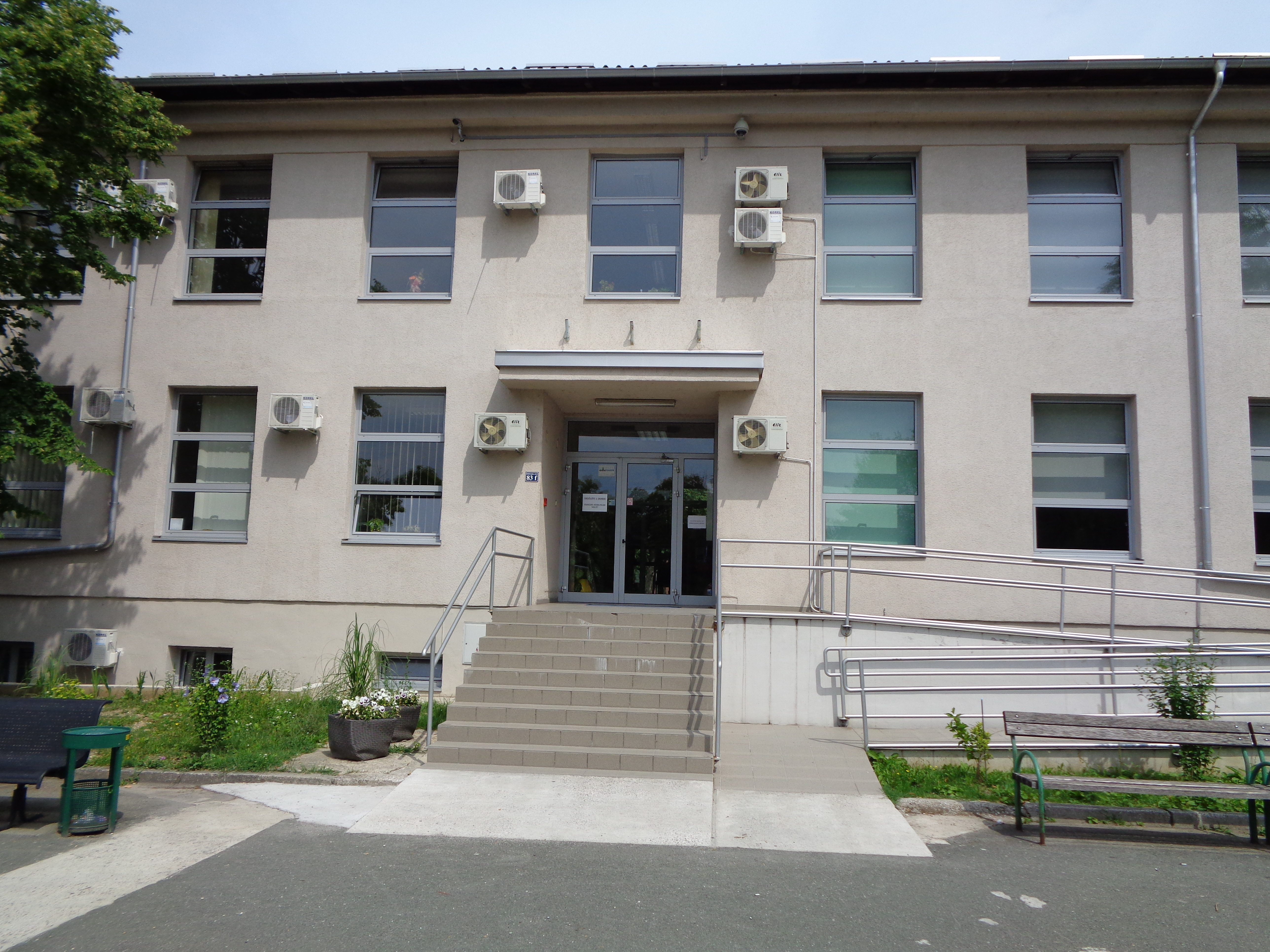
Fakulta speciální pedagogiky a rehabilitace

### Fakulty
- Agronomická fakulta
- Fakulta architektury
- Báňská fakulta, geologie
- Fakulta chemická
- Fakulta elektrotechnická
- Lesnická fakulta
- Fakulta geodézie
- Fakulta grafická
- Fakulta informatiky
- Fakulta katolické teologie
- Kineziologická fakulta
- Fakulta potravinářské technologie a biotechnologie
- Fakulta strojního inženýrství
- Matematická fakulta
- Fakulta medicíny
- Hutní fakulta
- Fakulta učitelského vzdělávání
- Fakulta farmakologie a biochemie
- Fyzikální fakulta
- Filozofická fakulta
- Fakulta politologie
- Právnická fakulta
- Fakulta stavby lodí
- Fakulta speciální pedagogiky a rehabilitace
- Fakulta sportovních věd
- Fakulta textilní technologie
- Fakulta veterinárního lékařství
- Fakulta dopravní
- Ekonomická fakulta
- Stomatologická fakulta

### Akademie
- Akademie múzických umění
- Záhřebská akademie umění
- Záhřebská hudební akademie

## Osobnosti spojené s univerzitou (řazeno chronologicky)
- Štefan Moyzes (1797–1869), slovenský katolický duchovní, pedagog a politik
- Ivan Mažuranić (1814–1890) spisovatel, politik
- Josip Juraj Strossmayer (1815–1905), teolog, biskup, spisovatel a vlastenec
- Jan Jaromír Hanel (1847–1910), český právník a historik
- Vincenc Dvořák (1848–1922), český fyzik a profesor
- František Sláma (1850–1917), český politik
- Andrija Mohorovičić (1857–1936), geofyzik, meteorolog
- Osman Nuri Hadžić (1869–1937), bosenskohercegovský spisovatel
- Stjepan Radić (1871–1928), politik
- Melko Čingrija (1873–1949) poslanec rakouské říšské rady, guvernér státní banky
- Milan Begović (1876–1948), spisovatel
- Ivan Ribar (1881–1968), jugoslávský politik
- Ibrahim Hadžiomerović (1886–?), bosenskohercegovský právník a politik
- Stevan Moljević (1888–1959), srbský četnik
- Ante Pavelić (1889–1959), právník, politik
- Tin Ujević (1891–1955), filozof, básník
- Husein Alić (1892–1962), bosenskohercegovský politik a pedagog
- Anto Babić (1899–1974), bosenskohercegovský historik a pedagog
- Alija Nametak (1906–1987), bosenskohercegovský spisovatel, novinář a folklorista
- Đuro Kurepa (1907–1993), srbský matematik
- Edhem Čamo (1909–1996), bosenskohercegovský veterinář a pedagog
- Eduard Čalić (1910–2003), historik
- Vladimir Bakarić (1912–1983), komunistický politik
- Enver Čolaković (1913–1976), bosenskohercegovský spisovatel
- Rudi Supek (1913–1993), filosof a sociolog
- Sergej Kraigher (1914–2001), slovinský politik
- Vjenceslav Richter (1917–2002), architekt
- Franjo Kuharić (1919–2002), arcibiskup-metropolita záhřebský a kardinál, čestný člen Chorvatské akademie věd a umění.
- Franjo Tuđman (1922–1999), důstojník, historik, politik, prezident
- Savka Dabčević-Kučar (1923–2009), ekonomka a politička
- Sulejman Kapić (1925–1998), filmový producent
- Miko Tripalo (1926–1995), komunistický politik
- Josip Vrhovec (1926–2006), komunistický politik Jugoslávie
- Slavko Goldstein (1928–2017), scenárista, spisovatel, střihač a politik
- Branko Horvat (1928–2003), ekonom
- Ivan Štraus (1928–2018) bosenský architekt
- Andrija Mutnjaković (* 1929), architekt
- Boris Magaš (1930–2013), architekt
- Dragutin Pavličević (* 1932), historik
- Stjepan Mesić (* 1934), právník, politik
- Hrvoje Šarinić (1935–2017), chorvatský politik
- Anđelko Runjić (1938–2015), komunistický politik, možnil přechod k demokracii v Chorvatsku
- Bruno Bušić (1939–1978), vydavatel
- Munib Maglajlić (1945–2015), bosenskohercegovský pedagog a literární historik
- Slobodan Praljak (1945–2017), chorvatský důstojník a režisér
- Pavao Pavličić (* 1946), spisovatel, jazykovědec
- Zlatko Mateša (* 1949), politik
- Dubravka Ugrešićová (1949–2023), spisovatelka
- Davorin Kračun (* 1950), slovinský ekonom a politik
- Dževad Karahasan (1953–2023), spistovatel
- Jadranka Kosor (* 1953), novinářka, politička
- Srđa Trifković (* 1954), srbsko-americký politiolog a historik
- Ranko Vilović (* 1957), právník a diplomat
- Aleksandar Žiljak (* 1963), spisovatel science fiction, překladatel a ilustrátor
- Zoran Milanović (* 1966), právník, politik
- Blaženka Divjak (* 1967), politik a ministr vědy a vzdělávání
- Zvonimir Boban (* 1968), fotbalista, historik
- Dejan Jović (* 1968), srbsko-chorvatský politolog
- Vedran Mlikota (* 1969) divadelní, televizní a filmový herec [4]
- Andrej Plenković (* 1970), politik a diplomat
- Josip Zovko (1970–2019) divadelní, televizní a filmový herec a režisér [5]
- Zlatko Hasanbegović (* 1973), historik a politik
- Ivica Kostelić (* 1979), sportovec, filozof [6]